# 美丽箭竹
美丽箭竹（学名：Fargesia concinna）为禾本科箭竹属下的一个种。

## 扩展阅读
- 維基物種上的相關：美丽箭竹